# Command & Conquer
Command & Conquer es una franquicia de videojuegos de estrategia en tiempo real, originalmente creada por Westwood Studios y posteriormente adquirida por Electronic Arts. Command & Conquer es considerada un hito y una figura icónica en la industria de los videojuegos de PC, y su comunidad de seguidores es sumamente activa en cooperación con los actuales poseedores de la licencia.

## Líneas argumentales
En su inicio, la historia de Command & Conquer estaba diseñada para ser una continuidad histórica alternativa a nuestra propia realidad. Sin embargo, con la aparición de nuevas entregas, la historia terminó ramificándose en tres variantes. La primera de ellas sigue la historia original de las Guerras Tiberianas; la segunda, Red Alert, trata sobre la guerra de los aliados contra los soviéticos; y la tercera, denominada Generals, muestra un futuro mundial no muy ajeno a la actual realidad política global. Originalmente Red Alert había sido diseñada como una precuela de Tiberian Dawn, pero con la aparición de posteriores juegos quedó oficialmente desvinculada y muy probablemente continúe de esta forma debido a la pérdida del público tras abandonar la idea original y dedicarla a la propaganda militar con la migración del género e introduciendo bandos "árabes y chinos" y alejándose de la historia "tiberiana" tanto como de su público objetivo. Existe un motivo por el que se han censurado muchos juegos: "incitar a supuestos conflictos entre naciones" y por lo que parece que el poco aclamado Generals 2 no ha visto la luz. En el caso de las Guerras Tiberianas, como en las de Red Alert, este artículo sigue las líneas argumentales utilizadas por Westwood, aunque en estos juegos generalmente hay dos líneas argumentales posibles.

### Línea Tiberiana
El guion original de Command & Conquer, cuya primera entrega ahora es conocida como Tiberian Dawn (Amanecer Tiberiano), basa su argumento en la aparición del Tiberio, una sustancia de origen extraterrestre que en 1995 se infiltra en el ecosistema planetario mutándolo mediante la extracción de los recursos del mismo y su concentración en cristales relativamente fáciles de recolectar. La humanidad descubre que la sustancia traída por el meteorito es una fuente importante de materia prima, perfecta como fuente de recursos industriales y energéticos (como la madera lo fue en su tiempo).
Pronto, sin embargo, se descubre que el Tiberio es altamente dañino para todas las formas de vida basadas en el carbono, humanos incluidos. Este factor genera una creciente inestabilidad mundial, particularmente en países de climas cálidos, donde el Tiberio se expande a mayor velocidad (probablemente debido a que la mutación molecular se ve favorecida por una mayor actividad térmica).

#### Command & Conquer: Tiberian Dawn
En Tiberian Dawn, un asteroide de un material inicialmente desconocido impacta el planeta en diversas áreas, cubriendo en mayor o menor medida al 75% de la superficie. Inicialmente y después de que la situación política se tranquiliza, una poderosa organización paramilitar seudorreligiosa de oscuros orígenes conocida como la Hermandad de Nod se ve interesada en la explotación y desarrollo de tecnologías basadas en el Tiberio, cuyas ganancias económicas obtenidas de estas acciones le permiten subvencionar sus planes de dominación mundial. Ante esta situación, la Organización de las Naciones Unidas autoriza la creación de una fuerza militar denominada GDI (Global Defense Initiative o Iniciativa Global de Defensa) para hacer frente a la amenaza de Nod. Pronto el mundo se ve envuelto en una guerra abierta entre ambas facciones. En esta guerra, los ejércitos de la GDI hacen frente a Nod logrando considerables victorias en el campo de batalla. Sin embargo, una campaña mediática por parte de Nod hace difícil mantener la GDI como institución, desacreditándola públicamente y forzándola a actuar en la clandestinidad. Tras un fallido ataque contra Estados Unidos por parte de Nod y la recuperación de su estatus legal, la GDI localiza a Kane, líder de la Hermandad de Nod, y su centro de mando en el Templo Base de Sarajevo. La GDI realiza un asalto acorazado conjuntamente con un ataque de bombardeo mediante el Cañón Orbital de Iones en un supremo esfuerzo por poner fin a la Primera Guerra Tiberiana.

#### Command & Conquer: Tiberian Sun
La Segunda Guerra Tiberiana, realizada con el título de Tiberian Sun (el cual se traduce literalmente como Sol Tiberiano, aunque podría también entenderse como Mediodía Tiberiano) transcurre 20 años después de los eventos de Tiberian Dawn. Tiberian Sun muestra una tierra devastada por el Tiberio, en donde el 10% de la superficie planetaria tiene niveles de contaminación tiberiana que dañan los ecosistemas y las poblaciones humanas. Mientras, grandes migraciones de diversas áreas del planeta tratan de dirigirse a las regiones polares donde el Tiberio prácticamente no existe.
En ese contexto, los gobiernos nacionales han desaparecido y la GDI se ha convertido en la heredera política y territorial de las naciones más potentes de la ONU. La Hermandad de Nod, que sobrevivió a la muerte de su líder, ocupa diversos territorios sumamente ricos en Tiberio y está dividida en diversas células autosostenidas que pronto se unifican bajo la acción del general Anton Slavik y dirigidas por el supuestamente muerto Kane, el cual emprende una campaña mundial con el fin último de acelerar la infestación tiberiana y forzar a la humanidad a una mutación masiva que los adapte a este ambiente (aunque los eventos en Tiberium Wars podrían indicar que en realidad sus fines eran otros).

#### Command & Conquer: Tiberian Sun Firestorm
Con posterioridad a Tiberian Sun ocurren los eventos Firestorm. En esta ocasión la GDI y la Hermandad de Nod deben hacer frente a la amenaza de CABAL, un superordenador originalmente perteneciente a Nod que intenta reducir a la humanidad a ejércitos de cyborgs bajo su mando. La guerra contra CABAL fuerza a la GDI y a la Nod a aliarse, al final, su poderío bélico y tecnología militar combinada logran derrotar a CABAL, aunque se insinúa en el video final de la Nod que CABAL habría logrado escapar a la aniquilación e incluso habría actuado bajo las órdenes de Kane.

#### Command & Conquer: Renegade
El primer Shooter de la saga narra las aventuras del comando Nick "Havoc" Parker de la GDI en su lucha contra las fuerzas especiales de la Hermandad de Nod, los Mano Negra, durante la campaña de Renegade (se creó únicamente una para la GDI). Havoc se enfrenta a los guerreros más poderosos de los Mano Negra a la con la ayuda de exmiembros de un equipo élite que trabajaba para GDI, así como la misma GDI para detener los planes de Nod para crear ejércitos de soldados mutantes cibernéticamente mejorados mediante el proyecto "ReGenesis". En este episodio se demuestra que Kane (el líder de la hermandad) sigue vivo antes de que este sea derrotado en Sarajevo.

#### Command & Conquer 3: Tiberium Wars
La Tercera Guerra Tiberiana, situada en el 2047, nos muestra a la GDI asentada en las "zonas azules", territorios con poca o nula infestación tiberiana, donde una próspera población vive en modernas y futuristas ecociudades. Este territorio abarca el 20 por ciento de la Tierra y son considerados los últimos refugios de la civilización humana (al observar las áreas azules en el vídeo de presentación inicial de la GDI, se pueden observar entre otras zonas, la Costa Este de Estados Unidos, Tierra del Fuego, Sídney, Japón, Groenlandia e Islandia).
La Hermandad de Nod, por su parte, se ha convertido en un seudoestado mundial que abarca las "zonas amarillas" (50 por ciento del planeta), territorios donde la guerra, la desaparición de gobiernos nacionales, la infestación del Tiberio y los desórdenes ecológicos y climáticos han producido la ruina y el empobrecimiento de la población de estos sectores (se mencionan y observan las zonas de la Costa Este de Brasil, el Desierto del Amazonas, los Páramos de Carolina, el Centro de Australia y Europa del Este); pronto la Hermandad de Nod se vuelven los únicos mantenedores de orden, seguridad y estabilidad en las zonas amarillas. Este hecho ha conseguido que la mayoría de la humanidad (80 por ciento de la población mundial), situada precisamente en estas zonas, se vuelvan partidarios de la Hermandad de Nod frente a los "opresores" de la GDI. Según la información ofrecida por el vídeo inicial de la GDI, Nod habría estado en un estado de letargo y secretismo, produciendo el cierre de bases de la GDI en varias zonas amarillas.
El 30 por ciento restante del planeta abarca lo que se conoce como "zonas rojas", territorios situados en la línea ecuatorial (se destacan, la Costa Mediterránea, Centroamérica, Costa Oeste de Estados Unidos, el Páramo del Amazonas y Centro de África) donde la infestación tiberiana es tan grande que hace la vida humana imposible. El clima en esas regiones es virtualmente apocalíptico, con huracanes categoría 8, tornados de hasta 1700 km/h, lluvias radiactivas. También en esas zonas, el tiberio ha comenzado a infestar los océanos, formando arrecifes de varios km².
La aparición de una tercera facción de origen alienígena en medio del conflicto iniciado por Nod, llamados Scrin, los cuales fueron los que enviaron a la Tierra el tiberium, con el plan de convertir a la Tierra en una zona de recolección del mismo. Anteriormente se habló de esta facción en entregas anteriores, lo que hace que Tiberium Wars, que abarca la Tercera Guerra Tiberiana, sea la primera entrada de la línea del tiberio en disponer de tres bandos completamente distintos.
Para comprender la historia se deberá jugar con las tres facciones ya que cada una contará todos los hechos como van sucediendo, parte por parte en cada una de estas facciones. También se tiene que tener en claro que cada facción tiene una superioridad en un tipo de unidad.

#### Command & Conquer 3: Kane's Wrath
Los eventos relatados en "La Ira de Kane" muestran todo lo ocurrido desde el fin de la Segunda Guerra del Tiberio, en el preciso momento en que CABAL fue destruido y la Hermandad de Nod fue desintegrada, hasta 10 años después del final de la Tercera Guerra del Tiberio.
Cuenta tanto con unidades como edificios nuevos, que en ocasiones son de tecnología anterior a los mostrados en Tiberium Wars, debido a la anterioridad en la línea del tiempo. Además, se complementa con un total de 6 subfacciones nuevas, 2 por cada facción base.
Como curiosidad, en la subfacción de la GDI "Garras de Acero" encontramos unidades originales del Tiberian Sun tales como el Titán o el Wolverine.
Cuenta la desaparición del Tácito y cómo el NOD lo recupera, además de cómo resucitan a nuevos cyborgs más experimentados llamados: los Iluminados y los Despiertos.

#### Las facciones de las Guerras Tiberianas
En el juego, cada una de las facciones tiene su propio y particular estilo de juego:
- GDI, por sus siglas en inglés: Global Defense Initiative. Organización creada por los países miembros de las Naciones Unidas para luchar contra la amenaza terrorista de Nod. Su ideario estratégico se basa en el uso de unidades fuertemente acorazadas de avance lento pero poderoso. Esta filosofía se ve reflejada en la frase "¿Quieres que se haga rápido o quieres que se haga bien?".

Sus mayores armas: El MARV o el Mamoth (tanque y andador).
- La Hermandad de Nod, una misteriosa secta perturbadora de la estabilidad mundial que proclama la divinidad de su líder, Kane, y apoya su búsqueda de poder político y económico en el terror y la astucia. En el campo de batalla Nod demuestra esto con la utilización de unidades rápidas, furtivas y equipadas con tecnología potente pero inestable. Al igual que los soviéticos en la saga Red Alert, no les importa el número de bajas y a menudo se sacrifican miles de vidas humanas en la propia hermandad para conseguir la victoria.

Mejores armas: Avatar, bombarderos invisibles y su gran variedad de unidades (como el tanque invisible o el cañón de rayos).
- Scrins, son una raza alienígena que vino a invadir la Tierra y recolectar el Tiberio (esta facción lo llama "Icor"), existe la posibilidad de que los Scrin hayan sido la raza creadora de esta sustancia, su superioridad bélica se basa en armas capaces de manipular el tejido mismo de la realidad (disrupciones de warp, tormentas de iones) y en una fuerza aérea, o mejor, espacial, increíblemente poderosa. En realidad, los Scrin no están presentes en ningún momento en el campo de batalla. Todas sus tropas, artillería y flota son controlados por sistemas teledirigidos desde el espacio.

Mejores Armas: Unidades espaciales.

### Línea deRed Alert
Esta línea se basa en el argumento de que Albert Einstein viaja mediante la Cronosfera (una máquina para viajar tanto en el tiempo como en el espacio) de 1946 a 1924. Una vez en esta época elimina a Adolf Hitler de la historia para evitar la Segunda Guerra Mundial, sin embargo, al no existir Hitler ni la Alemania Nazi los soviéticos bajo el mando de Iósif Stalin no encuentran razón para llegar a una cooperación con los aliados occidentales e inician una campaña de conquista euroasiática, este conflicto sería conocido como la Gran Segunda Guerra Mundial.

#### Command & Conquer: Red Alert
Originalmente este juego era un protosecuela de Tiberian Dawn, incluso hace su aparición Kane como asesor de Stalin. La historia comienza con el inicio de la invasión de Europa oriental por parte de la Unión Soviética, los aliados inicialmente se ven derrotados por un atacante superior en número y en poder blindado, debido a esto deben hacer uso de la astucia mediante ataques quirúrgicos para poder ralentizar el ataque de los soviéticos, con esto logran ganar algo de tiempo, sin embargo pronto casi toda Europa Occidental es ocupada por los rusos, en esta situación se revela que para forzar la derrota de los aliados Stalin ordena un ataque nuclear contra las más grandes ciudades de los aliados, incluyendo a Londres y París, en una carrera contra el tiempo un grupo de comandos dirigidos por la agente Tanya logran infiltrarse en la central de guía de armas nucleares de Leningrado (actualmente San Petersburgo) y neutralizan el ataque anulando las cargas explosivas de los misiles. El ataque de la Unión Soviética y la bravura demostrada por los europeos al detener lo que claramente se muestra como una amenaza mundial incitan a Estados Unidos, India y Japón a unirse a la lucha contra los comunistas, finalmente, las fuerzas unidas de estas naciones en combinación con la tecnología de la cronosfera logran derrotar a los soviéticos, ocupar su territorio y eliminar a Stalin.
Red Alert tuvo dos expansiones, Counterstrike y The Aftermath, esta última agrega nuevas unidades a ambos bandos, tales como el cronotanque aliado y el soldado de shock soviético, ambas expansiones agregan nuevas campañas para ambos bandos.

#### Command & Conquer: Red Alert 2
Red Alert 2 reafirma la independencia de esta línea argumental con respecto a la de las guerras tiberianas y nos sitúa en la Tercera Guerra Mundial, la cual estalla con la invasión a Estados Unidos por parte de una Unión Soviética rearmada y más poderosa que nunca, bajo el mando del premier Romanov, su mano derecha Yuri (experimento con habilidades psíquicas y control mental) y el general Vladimir. Los aliados deben hacer frente a los soviéticos, los cuales logran capturar gran parte de las Américas, sin embargo, y pese al poder bélico de los soviéticos los aliados al mando del presidente Michael Dugan y el general Carville, equipados con la tecnología de guerra futurista ideada por el profesor Einstein (incluyendo la Máquina de Tormenta, la Cronosfera, el Satélite Espía, el Generador Gap y la Torre de Prisma) logran expulsar a los soviéticos del continente a la par que detienen su avance en Europa. Determinados a obtener la victoria de una vez por todas, los aliados teletransportan un potente ejército a Moscú y tras una violenta lucha capturan al premier Romanov, líder de los soviéticos, forzando a estos a rendirse en la versión de la victoria aliada. En cambio, en la versión de la victoria soviética, Yuri se vuelve contra Vladimir controlando la mente de Romanov para así tener el dominio mundial; después de capturar la mente del general Vladimir, Romanov sale del trance hipnótico e informa a su ejército de la traición de Yuri ordenando destruirlo y después terminan conquistando el territorio Americano con la destrucción de la última Cronosfera, pero la tecnología de Yuri aparentemente destruida, no lo fue.

#### Command & Conquer: Yuri's Revenge
La expansión de Red Alert 2, en esta entrega aparece como personaje central Yuri, el cual traiciona a los soviéticos y revela un ejército psíquico y una red de dispositivos de control mental alrededor del planeta listos para ser usados. La historia comienza poco tiempo después del fin de los eventos de Red Alert 2, los líderes aliados son llamados a una reunión de emergencia, Yuri se infiltra en la transmisión y les revela su plan de usar los Dominadores Psíquicos para controlar mentalmente a toda la población del planeta. Después de un intento de persuadir a Yuri de que desista de sus planes, el presidente Dugan ordena un ataque aéreo al Dominador Psíquico, el ataque falla pero uno de los aviones se estrella contra la fuente de poder del dispositivo, desactivándolo, los aliados se aprovechan de este fallo para activar una máquina de viaje en el tiempo con la cual van al pasado e inician una campaña planetaria contra Yuri, debido al peligro en el que este se ha convertido, los soviéticos deciden realizar un cese al fuego con los aliados y se unen para derrotar a Yuri, dicha batalla llega a tener como campo de batalla incluso la Luna (en el caso de la campaña de los soviéticos). Al final los aliados terminan acorralando a Yuri en la Antártida, capturándolo y, posteriormente, encerrándolo en el Aislador Psíquico del Profesor Einstein. En cambio, en la versión de la victoria soviética, la Fortaleza de Yuri es destruida, pero este a la vez trata de retroceder en el tiempo para utilizar de nuevo los Dominadores Psíquicos; lo que él no sabe es que si no se utilizaba la energía de reserva, esto podría hacer que volviera hacia otra época muy antigua y, así, Yuri llega a un momento prehistórico, en donde es eliminado por un dinosaurio. El resultado de este viaje en el tiempo permite evitar que el general Carville sea eliminado y al final de la historia aparece en la línea temporal de Red Alert explicándole al presidente Dugan de esta continuidad los eventos que modificaron la historia (en el caso de la victoria aliada). En la versión soviética, las tropas comandadas por Romanov logran invadir Estados Unidos y triunfar sobre los aliados.

#### Command & Conquer: Red Alert 3
La tercera entrega de la serie, salió a la venta el 28 y 31 de octubre de 2008 y cuenta con tres facciones: los Aliados, los Soviéticos y el Imperio del Sol Naciente. A pesar de que tiene muchas características de los juegos anteriores (secuencias cinemáticas, agilidad del juego) introduce una mayor presencia de las unidades marítimas, así como una campaña cooperativa. El juego ocurre en un universo paralelo en el cual la Segunda Guerra Mundial nunca ocurrió y la Unión Soviética se elevó en cambio como una amenaza en los años 50. Las primeras guerras mundiales, son entre los soviéticos y los aliados, pero ahora hay una nueva y tercera facción conocida como el Imperio del Sol Naciente, que es, nada más ni nada menos, que el Japón Imperial, que quiere dominar el mundo mediante un poderoso ejército que se basa en la superioridad tecnológica.
El juego es una continuación del Command and Conquer Red Alert 2. En esta sección los soviéticos, al estar ya derrotados, usan su propia máquina del tiempo y matan a Albert Einstein cambiando la línea de tiempo del juego, dándoles un gran poder a los soviéticos y una retirada de los aliados de Europa de este. Pero este cambio también hizo a ambos mandos otro enemigo en común, el imperio del sol naciente, que empezó atacando a los soviéticos y posteriormente los aliados.

#### Las facciones deRed Alert
Aunque originalmente las facciones de Red Alert eran solo dos, con la llegada de Yuri's Revenge vimos la introducción de una tercera facción, cada uno de estos ejércitos muestran características diametralmente opuestas a los otros dos:
- Aliados: usualmente considerados los buenos del juego, su estrategia se basa en la rapidez, los golpes de mano y el uso de tecnología sumamente avanzada que les da una enorme superioridad táctica en el campo de batalla, sus unidades suelen ser sumamente versátiles.

- Soviéticos: los soviéticos utilizan unidades que ganan en resistencia sacrificando velocidad y con una potencia de fuego enorme, además, siempre buscan una superioridad numérica en el campo de batalla, no temiendo sacrificar gran parte de sus fuerzas en pro de la victoria.

- Yuri: este ejército, el cual solo aparece en la expansión de Red Alert 2, se caracteriza por el uso de tecnología de control mental y la mutación genética para asegurar la victoria, sus unidades suelen ser especialmente letales dada su tendencia a confundir el ataque enemigo.

- Imperio del Sol Naciente: esta facción aparece por primera vez en Red Alert 3, se caracteriza por una movilidad sin precedente de sus estructuras, además de unidades altamente tecnológicas (por ejemplo el rey Oni, un mecha gigante) y especializadas.

### Línea deGenerals
Considerado un hilo argumentativo totalmente ajeno al resto del universo de Command & Conquer, Generals nos brinda un juego ambientado en un futuro próximo donde los Estados Unidos y la República Popular China, superpotencias mundiales, luchan contra el terrorismo global del GLA (Global Liberation Army), una organización subversiva internacional de corte árabe.
Este juego es el único que podría ser considerado como situado en nuestra propia línea temporal, Generals trae como novedad el uso de la barra de mando tipo Starcraft como sustituto de la tradicional barra lateral de control de los anteriores Command & Conquer, además, usa el sistema de construcción semejante a Age of Empires en vez del clásico MCV (Mobile Construction Vehicle o Vehículo de Construcción Móvil traducido).
Estas y otras características tales como la ausencia de videos de imagen real han hecho de que algunos jugadores no consideren a Generals un Command & Conquer, sin embargo esto no le quita a Generals el ser uno de los juegos más populares de la saga, un factor que lo hace muy interesante son las habilidades de general, las cuales se obtienen a medida que el jugador gana puntos de experiencia que permiten activarlas.

#### Command & Conquer: Generals
En un futuro no muy lejano el mundo vive el azote de la liberación mundial dirigido por el GLA, una organización de origen árabe empeñada en liberar los pueblos tercermundistas de la soberanía occidental, ante este levantamiento las superpotencias de Estados Unidos y China inician operaciones militares que desembocan en un conflicto armado a nivel global y en que cada bando desplegara letales dispositivos y tácticas radicalmente diferenciadas.
La historia comienza con un ataque por parte del EE. UU en plena plaza de Tiannanmen, haciendo semejante ataque aparecer como si fuera realizado por parte del GLA, lo cual conduce a una escalada militar China, pronto el ejército chino empuja a los GLA hacia sus bases centrales en medio oriente, dejando a la organización en estado crítico, pero pronto una eficaz campaña de saqueo y operaciones furtivas dirigidas por el GLA contra China le permiten recuperar el terreno perdido y finalmente, tras robar agentes bioquímicos protegidos por los estadounidenses, lanzan un ataque con armas de destrucción masiva a los ejércitos de Estados Unidos Esta acción fuerza a EE. UU. a incrementar la injusta guerra contra el GLA y tratar de detener a toda costa su campaña de liberación global.

#### Command & Conquer: Generals Zero Hour
Zero Hour continúa con la línea histórica de Generals, brindando la posibilidad de acceder a ejércitos especializados dirigidos por generales veteranos en determinadas tácticas y estrategias.
La campaña de Zero Hour narra como es que el ejército de Estados Unidos prosigue la lucha contra las fuerzas del GLA, las cuales se han reagrupado alrededor de un General especializado en armas bioquímicas conocido como el doctor Thrax, este prosigue la campaña de liberación del GLA contra los ejércitos estadounidenses, y consigue derrotar a los estadounidenses en Arabia, sin embargo EE. UU logra una vez más reagruparse y mediante una atrevida campaña de ataques quirúrgicos fuerza a los chinos a retirarse de Europa, dejando este continente en manos del caos, sin embargo los GLA hacen su aparición logrando tras encarnizadas batallas la liberación de Europa y la formación de una alianza militar entre esta y los pueblos tercermundistas.

#### Facciones deGenerals
Command & Conquer: Generals dispone de tres facciones, posteriormente en Zero Hour estas se ven incrementadas con ejércitos especializados dirigidos por sus respectivos generales:
- Estados Unidos: el ejército estadounidense basa su superioridad bélica en unidades de infantería bien entrenadas y vehículos altamente sofisticados capaces de superar individualmente al enemigo, además los estadounidenses disponen de la fuerza aérea más grande del juego, con aeronaves particularmente letales, como los Caza F-117 Stealth, F-22 Raptor y el Bombardero Supersónico Aurora, los generales de Estados Unidos son el general de Fuerza Aérea, el general de Superarmas y el general de Armas Láser.

- China: China utiliza cantidades abrumadoras de unidades fuertemente motivadas para luchar y poderosos vehículos de guerra equipados con lanzallamas y proyectiles balísticos, el efecto combinado del número y los ataques chinos es capaz de generar tormentas de fuego terriblemente destructivas. Además, el ejército popular cuenta con hackers que les permiten dar cobertura especial a sus fuerzas durante la lucha y saquear dinero a los enemigos, a través de un sistema de tecnología computacional, los generales de China son el general de Tanques, el general de Infantería y el general Nuclear.

- GLA: el GLA (en español Ejército de Liberación Global y en inglés Global Liberation Army) utiliza tácticas de guerrilla y resistencia para conseguir sus objetivos, el sacrificio, la creatividad y la alta determinación e insistencia, son recurrentes en esta facción, adicionalmente esta facción carece de fuerza aérea, obligando a los jugadores veteranos de Command & Conquer a replantear estrategias clásicas, los generales del GLA son el general de Demolición, el general Furtivo y el general de armas Bioquímicas.

## Cronología
- Westwood Studios (1995–2002)
  - 1995 – Command & Conquer
    - 1996 – Command & Conquer – The Covert Operations

  - 1996 – Command & Conquer: Red Alert
    - 1997 – Command & Conquer: Red Alert – Counterstrike
    - 1997 – Command & Conquer: Red Alert – The Aftermath
    - 1998 – Command & Conquer: Red Alert – Retaliation

  - 1997 – Command & Conquer: Sole Survivor
  - 1999 – Command & Conquer: Tiberian Sun
    - 2000 – Command & Conquer: Tiberian Sun – Firestorm

  - 2002 – Command & Conquer: Renegade
- EA Pacific (a.k.a. Westwood Pacific) (2000–2003)
  - 2000 – Command & Conquer: Red Alert 2
    - 2001 – Command & Conquer: Yuri's Revenge

  - 2003 – Command & Conquer: Generals
- EA Los Angeles (2003—2010)
  - 2003 – Command & Conquer: Generals – Zero Hour
  - 2007 – Command & Conquer 3: Tiberium Wars
    - 2008 – Command & Conquer 3: Kane's Wrath

  - 2008 – Command & Conquer: Red Alert 3
    - 2009 – Command & Conquer: Red Alert 3 – Uprising

  - 2010 – Command & Conquer 4: Tiberian Twilight
- EA Phenomic (2011)
  - 2012 – Command & Conquer: Tiberium Alliances
- Victory Games (2011–presente)
  - 2013 – Command & Conquer

Command & Conquer: Renegade difiere del resto en que pasó a ser un videojuego del género disparos en primera persona, donde tomábamos el protagonismo a través del capitán Nick "Havoc" Parker.
Red Alert, Red Alert 2 y Generals modificaron el guion acercándolo más a nuestra historia de igual forma integrando muchos de nuestros avances tecnológicos.
El 31 de agosto de 2007, Command & Conquer Gold, incluido en la recopilación Command & Conquer: The First Decade, es liberado para su descarga freeware con motivo del decimosegundo aniversario de la aparición de la saga.
El 31 de agosto de 2008, Command & Conquer: Red Alert, es liberado para su descarga de forma gratuita con motivo del decimotercer aniversario de la aparición de la saga.

### Colecciones
- 2001 – Command & Conquer: Theater of War Compilation
  - (includes Command & Conquer, C&C: Tiberian Sun, C&C: Red Alert and C&C: Red Alert 2)
- 2003 – The Command & Conquer Collection
  - (includes C&C: Tiberian Sun, C&C: Tiberian Sun – Firestorm, C&C: Red Alert 2, C&C: Yuri's Revenge and C&C: Renegade)
- 2003 – Command & Conquer Generals: Deluxe Edition
  - (includes C&C: Generals and C&C: Generals – Zero Hour)
- 2006 – Command & Conquer: The First Decade
  - (includes Command & Conquer, C&C – The Covert Operations, C&C: Red Alert, C&C: Red Alert – Counterstrike, C&C: Red Alert – The Aftermath, C&C: Tiberian Sun, C&C: Tiberian Sun – Firestorm, C&C: Red Alert 2, C&C: Yuri's Revenge, C&C: Renegade, C&C: Generals and C&C: Generals – Zero Hour)
- 2008 – The Command & Conquer Saga
  - (includes C&C: The First Decade and C&C 3: Tiberium Wars)
- 2008 – Command & Conquer 3: Limited Collection
  - (includes C&C 3: Tiberium Wars and C&C 3: Kane's Wrath)
- 2008 – Command & Conquer 3: Deluxe Edition
  - (includes C&C 3: Tiberium Wars and C&C 3: Kane's Wrath)
- 2012 – Command & Conquer: The Ultimate Collection
  - (includes Command & Conquer, C&C – The Covert Operations, C&C: Red Alert, C&C: Red Alert – Counterstrike, C&C: Red Alert – The Aftermath, C&C: Tiberian Sun, C&C: Tiberian Sun – Firestorm, C&C: Red Alert 2, C&C: Yuri's Revenge, C&C: Renegade, C&C: Generals, C&C: Generals – Zero Hour, C&C 3: Tiberium Wars, C&C 3: Kane's Wrath, C&C: Red Alert 3, C&C: Red Alert 3 – Uprising and C&C 4: Tiberian Twilight)

## Liberación de código fuente
En mayo de 2020 EA anunció, en el contexto del lanzamiento de Remastered Collection de C&C, que va a liberar bajo licencia GPL el código fuente de dos librerías DLL de Tiberian Dawn y Red Alert para facilitar el desarrollo de mods por parte de la comunidad.